# Brettiella
Brettiella is een mosdiertjesgeslacht uit de familie van de Bugulidae en de orde Cheilostomatida

## Soorten
- Brettiella culmosa Tilbrook, Hayward & Gordon, 2001
- Brettiella ovicellata Gordon, 1984